# Finance noire
Pour les articles homonymes, voir Guet-apens.
Pour plus de détails, voir Fiche technique et Distribution.
Finance noire ou Guet-apens dans la Forêt-Noire est un film d'espionnage français réalisé en 1940 par Félix Gandéra, sorti en 1943.

## Fiche technique
- Titre : Finance noire ou Guet-apens dans la Forêt-Noire
- Réalisation : Félix Gandéra[1]
- Scénario : Paul Darcy
- Dialogues : Félix Gandéra
- Photographie : Nicolas Hayer
- Son : Jacques Hawadier
- Décors : Émile Duquesne
- Montage : André Roanne
- Musique : Maurice Bellecour
- Société de production : Compagnie Française Cinématographique
- Directeur de production : Jean Mugeli
- Pays de production : France
- Durée : 84 minutes
- Date de sortie : 
  - France : 24 novembre 1943

## Distribution
- Marie Déa : Hélène
- Jean-Max : Maurice Arvers
- Jacques Varennes : Le préfet de police
- Alice Field : Anna
- Jean Servais : François Carré
- Raoul Marco : X27
- Camille Bert : Burcq
- René Bergeron : Spani
- Alexandre Mihalesco : Mathias
- Georges Douking
- Georges Paulais : L'inspecteur
- Rivers Cadet
- Jacques Berlioz